# Градоначальники Перми
Это список градоначальников города Перми, начиная с получения им статуса города в 1781 году. 
В различное время городом руководили люди, занимавшие следующие должности:
- 1781—1917 годы — городской голова Перми — так назывался председатель Городской думы Перми. Городской голова избирался на три года из представителей купечества, дворян (с 1846 года), почётных граждан и владельцев собственности на сумму не менее 15 000 рублей. Большинство из них похоронены на Егошихинском кладбище[1].
- В 1917 году должность городского головы Перми и председателя Городской думы Перми разделены.
- 1917—1991 годы — председатель Пермского горисполкома.
- 1991—1996 годы — глава администрации города Перми.
- с 1996 года — глава города Перми[2]:
  - с 2010 по 2016 год — высшим должностным лицом города был председатель Пермской городской думы — глава города Перми;
  - с 2016 года — высшее должностное лицо города также возглавляет его администрацию и именуется глава города Перми — глава администрации города Перми.

## 1781—1917
| Фамилия, Имя Отчество           | Период руководства             | Должность              |
| ------------------------------- | ------------------------------ | ---------------------- |
| Попов, Михаил Абрамович         | 1781—1784                      | городской голова       |
| Быков, Фёдор Ефимович           | 1784—1787                      | городской голова       |
| Лапин, Василий Герасимович      | 1787—1790                      | городской голова       |
| Попов, Пётр Абрамович           | 1790—1793                      | городской голова       |
| Попов, Михаил Абрамович         | 1793—1796, вторично            | городской голова       |
| Коршунов, Иван Николаевич       | 1796—1798                      | городской голова       |
| Пономарёв, Антон Трофимович     | 1799—1802                      | городской голова       |
| Жмаев, Иван Романович           | 1802—1805                      | городской голова       |
| Попов, Пётр Абрамович           | 1805—1807, вторично            | городской голова       |
| Пономарёв, Антон Трофимович     | 1808—1809, вторично            | городской голова       |
| Силин, Исидор Семёнович         | 1809—1811                      | городской голова       |
| Белых, Григорий Данилович       | 1811                           | городской голова       |
| Дружинин, Денис Сергеевич       | 1811—1814                      | городской голова       |
| Силин, Исидор Семёнович         | 1814—1817, вторично            | городской голова       |
| Дружинин, Денис Сергеевич       | 1817—1820, вторично            | городской голова       |
| Силин, Исидор Семёнович         | 1820—1823, в 3-й раз           | городской голова       |
| Смышляев, Дмитрий Емельянович   | 1823—1826                      | городской голова       |
| Шавкунов, Прокопий Андреевич    | 1826—1829                      | городской голова       |
| Ломтев, Пётр Петрович           | 1829—1834                      | городской голова       |
| Любимов, Иван Филиппович        | 1835—1838                      | городской голова       |
| Быков, Николай Иванович         | 1838—1841                      | городской голова       |
| Тиханов, Яков Иванович          | 1842—1843                      | городской голова       |
| Любимов, Иван Филиппович        | 1844—1853, вторично            | городской голова       |
| Шавкунов, Пётр Егорович         | 1854—1855                      | городской голова       |
| Грачёв, Ефим Николаевич         | 1856—1858                      | городской голова       |
| Любимов, Иван Филиппович        | 1859—1864, в 3-й раз           | городской голова       |
| Колпаков, Егор Александрович    | 1865                           | городской голова       |
| Каменский, Фёдор Козьмич        | 1865—1869                      | городской голова       |
| Любимов, Иван Иванович          | 1870—1874                      | городской голова       |
| Костарев, Николай Григорьевич   | 1875—1876                      | городской голова       |
| Любимов, Иван Иванович          | 1876—1878, вторично            | городской голова       |
| Любимов, Михаил Иванович        | 1879—1881                      | городской голова       |
| Шавкунов, Пётр Егорович         | 1881—1885, вторично            | городской голова       |
| Сигов, Пётр Ерофеевич           | 1885—1890                      | городской голова       |
| Суслин, Иван Николаевич         | 1891—1893                      | городской голова       |
| Синакевич, Александр Васильевич | 1893—1898                      | городской голова       |
| Суслин, Иван Николаевич         | 1898—1905, вторично            | городской голова       |
| Рябинин, Павел Александрович    | 29 января 1906 — 23 июня 1916  | городской голова       |
| Юрьевский, Григорий Васильевич  | 24 июня 1916 — 5 февраля 1917  | и.о. городского головы |
| Кукаретин, Михаил Васильевич    | 5 февраля 1917 — 16 марта 1917 | городской голова       |
| Юрьевский, Григорий Васильевич  | 16 марта 1917 — 19 мая 1917    | и.о. городского головы |
| Ширяев, Александр Евстафьевич   | 19 мая 1917 — март 1918        | городской голова       |

## 1917—1990
| Фамилия, Имя Отчество            | Период руководства                 | Должность                          |
| -------------------------------- | ---------------------------------- | ---------------------------------- |
| Решетников, Василий Иванович     | 10 ноября — 23 ноября 1917         | председатель горисполкома          |
| Борчанинов, Александр Лукич      | ноябрь — декабрь 1917              | председатель горисполкома          |
| Решетников, Василий Иванович     | декабрь 1917 — март 1918, вторично | председатель горисполкома          |
| Борчанинов, Александр Лукич      | март — июнь 1918, вторично         | председатель горисполкома          |
| Башкиров, Иван Васильевич        | июнь — ноябрь 1918                 | председатель горисполкома          |
| Сулимов, Даниил Егорович         | ноябрь — декабрь 1918              | председатель горисполкома          |
| Ширяев, Александр Евстафьевич    | январь — 30 июня 1919, вторично    | городской голова                   |
| Целищев, Михаил Иванович         | сентябрь — октябрь 1919            | председатель горисполкома          |
| Шеин, Дмитрий Матвеевич          | октябрь — ноябрь 1919              | в. и. о. председателя горисполкома |
| Шпагин, Алексей Алексеевич       | сентябрь 1919 — март 1920          | председатель горисполкома          |
| Резчиков, Андрей Васильевич      | март — сентябрь 1920               | председатель горисполкома          |
| Подкин, Леонид Васильевич        | сентябрь — декабрь 1920            | председатель горисполкома          |
| Галанин, Павел Александрович     | декабрь 1920 — март 1921           | председатель горисполкома          |
| Трошев, Пётр Фёдорович           | март — июнь 1921                   | председатель горисполкома          |
| Борчанинов, Александр Лукич      | июнь — сентябрь 1921, в 3-й раз    | председатель горисполкома          |
| Гинтер, Христофор Генрихович     | сентябрь — ноябрь 1921             | председатель горисполкома          |
| Обросов, Пётр Матвеевич          | ноябрь 1921 — ноябрь 1922          | председатель горисполкома          |
| Боровский, Адам Станиславович    | ноябрь 1922 — ноябрь 1923          | председатель горисполкома          |
| Чернышев, Михаил Поликарпович    | ноябрь 1923 — август 1924          | председатель горисполкома          |
| Обросов, Пётр Матвеевич          | август 1924 — март 1926, вторично  | председатель горисполкома          |
| Петров, Владимир Харитонович     | март — декабрь 1926                | председатель горисполкома          |
| Вавуленко, Андрей Никифорович    | декабрь 1926 — ноябрь 1927         | председатель горисполкома          |
| Овчинников, Михаил Петрович      | ноябрь 1927 — март 1929            | председатель горисполкома          |
| Волков, Григорий Иванович        | февраль — август 1930              | председатель горисполкома          |
| Парамонов, Анатолий Иванович     | август 1930 — январь 1931          | председатель горисполкома          |
| Сидоров, Павел Сафонович         | февраль 1931 — апрель 1932         | председатель горисполкома          |
| Пыхтеев, Василий Матвеевич       | апрель 1932 — сентябрь 1933        | председатель горисполкома          |
| Златогорский, Андрей Николаевич  | сентябрь 1933 — 1934 (?)           | председатель горисполкома          |
| Плотников, Дмитрий Иванович      | 1934                               | и. о. председателя горисполкома    |
| Гайдук, Тимофей Иванович         | май — октябрь 1934                 | председатель горисполкома          |
| Мезит, Иван Фёдорович            | октябрь 1934 — декабрь 1936        | председатель горисполкома          |
| Старков, Анатолий Иванович       | декабрь 1936 — февраль 1937        | председатель горисполкома          |
| Горшков, Иван Васильевич         | июнь — сентябрь 1937               | председатель горисполкома          |
| Зюзин, Никифор Иванович          | октябрь 1937 — июль 1938           | председатель горисполкома          |
| Бушмелев, Михаил Фёдорович       | октябрь 1938 — март 1941           | председатель горисполкома          |
| Упорова, Анна Георгиевна         | апрель 1941 — апрель 1943          | председатель горисполкома          |
| Кушневский, Борис Дмитриевич     | апрель 1943 — март 1944            | председатель горисполкома          |
| Шарц, Александр Кузьмич          | март 1944 — ноябрь 1945            | председатель горисполкома          |
| Ахлюстин, Илья Петрович          | апрель 1945 — август 1946          | председатель горисполкома          |
| Михайлин, Василий Павлович       | ноябрь 1946 — февраль 1950         | председатель горисполкома          |
| Зайцев, Николай Николаевич       | февраль 1950 — февраль 1956        | председатель горисполкома          |
| Попов, Алексей Сергеевич         | апрель 1956 — март 1961            | председатель горисполкома          |
| Галкин, Евгений Николаевич       | март 1961 — август 1965            | председатель горисполкома          |
| Большаков, Юрий Фёдорович        | август 1965 — апрель 1968          | председатель горисполкома          |
| Калинкин, Геннадий Сергеевич     | март 1968 — сентябрь 1983          | председатель горисполкома          |
| Черкашин, Эдуард Иванович        | сентябрь 1983 — сентябрь 1986      | председатель горисполкома          |
| Парфёнов, Владимир Александрович | сентябрь 1986 — май 1990           | председатель горисполкома          |
| Филь, Владимир Емельянович       | май 1990 — январь 1992             | председатель горисполкома          |

## После 1991 года
| Фамилия, Имя Отчество       | Период руководства             | Должность                                                                             |
| --------------------------- | ------------------------------ | ------------------------------------------------------------------------------------- |
| Филь, Владимир Емельянович  | 13 января 1992 — декабрь 1996  | глава администрации города                                                            |
| Трутнев, Юрий Петрович      | декабрь 1996 — декабрь 2000    | глава города                                                                          |
| Каменев, Аркадий Леонидович | декабрь 2000 — ноябрь 2005     | глава города                                                                          |
| Шубин, Игорь Николаевич     | ноябрь 2005 — декабрь 2010     | глава города                                                                          |
| Сапко, Игорь Вячеславович   | декабрь 2010 — сентябрь 2016   | глава города — председатель Пермской городской думы                                   |
| Уткин, Юрий Аркадьевич      | сентябрь 2016 — ноябрь 2016    | и. о. главы города                                                                    |
| Самойлов, Дмитрий Иванович  | ноябрь 2016 — декабрь 2020     | глава города Перми — глава администрации города Перми                                 |
| Дёмкин, Алексей Николаевич  | 16 декабря 2020 — 27 июня 2023 | глава города Перми — глава администрации города Перми                                 |
| Андрианова Ольга Николаевна | 28 июня 2023 — 28 августа 2023 | временно исполняющая полномочия главы города Перми — главы администрации города Перми |
| Соснин, Эдуард Олегович     | с 28 августа 2023              | глава города Перми — глава администрации города Перми                                 |